# Ekstraklasa 2024-25
La temporada 2024-25 fue la 91.ª edición de la Ekstraklasa, el más alto nivel de fútbol en Polonia desde su creación en 1927. El Jagiellonia Białystok fue el defensor del título después de coronarse por primera vez campeón de liga. El Lech Poznań se proclamó campeón por novena vez en su historia.

## Formato de competencia
La temporada regular consiste en un torneo de todos contra todos. Participan un total de 18 equipos, 15 de los cuales estuvieron presentes en la temporada anterior, mientras que los tres restantes han sido promovidos de la I Liga 2023-24. La temporada comenzó el 19 de julio de 2024 y finalizará el 24 de mayo de 2025. Cada equipo disputa un total de 34 partidos, la mitad en casa y la otra mitad fuera. Al final de la temporada, el equipo con más puntos en la ronda campeonato se proclamará campeón y se clasificará a la primera ronda previa de la Liga de Campeones de la UEFA 2025-26, mientras los equipos que acaben en segunda y tercera posición acceden a la clasificación de la Liga Conferencia de la UEFA 2025-26. Los clubes que finalizan en las tres últimas posiciones descienden a segunda división. Es la octava temporada de Ekstraklasa en utilizar el videoarbitraje (Video Assistant Referee, VAR).

## Ascensos y descensos
El primer equipo descendido fue el ŁKS Łódź, quien confirmó su salida de la máxima categoría el 4 de mayo de 2024 tras la derrota frente al Śląsk Wrocław, poniendo fin a su estancia de un año en la Ekstraklasa. El segundo equipo descendido fue el Ruch Chorzów, que al igual que el ŁKS abandonó la primera división después de haber ascendido la temporada anterior. El antepenúltimo descendido se conoció en la última jornada, donde la derrota del Warta Poznań contra el Jagiellonia Białystok, club que se proclamó campeón de la Ekstraklasa, puso fin a los cuatro años de trayectoria del Warta en la liga. Por el contrario, el primer equipo que ascendió fue el Lechia Gdańsk, que el 11 de mayo de 2024 derrotó al Wisła Cracovia, volviendo a la máxima categoría tras un año de ausencia. El segundo equipo clasificado fue el GKS Katowice, que en la última jornada venció a su rival directo, el Arka Gdynia, retornando a la Ekstraklasa tras diecinueve años en las divisiones inferiores. Finalmente, el tercer y último equipo en ascender a la primera división fue el Motor Lublin, después de vencer por 1-2 en la final de los playoff el 2 de junio de 2024, regresando a la máxima categoría 32 años más tarde.
| Pos. | Descendidos de la Ekstraklasa 2023-24 |
| ---- | ------------------------------------- |
| 16º  | Warta Poznań                          |
| 17º  | Ruch Chorzów                          |
| 18º  | ŁKS Łódź                              |

| Pos.  | Ascendidos de la I Liga de Polonia 2023-24 |
| ----- | ------------------------------------------ |
| 1º    | Lechia Gdańsk                              |
| 2º    | GKS Katowice                               |
| Prom. | Motor Lublin                               |

## Equipos participantes
| Equipo                | Ciudad      | Estadio                           | Capacidad |
| --------------------- | ----------- | --------------------------------- | --------- |
| KS Cracovia           | Cracovia    | Estadio Mariscal Józef Piłsudski  | 15.016    |
| GKS Katowice          | Katowice    | Estadio GKS Katowice              | 6.710     |
| Górnik Zabrze         | Zabrze      | Estadio Ernest Pohl               | 24.563    |
| Jagiellonia Białystok | Białystok   | Estadio Municipal de Bialystok    | 22.372    |
| Korona Kielce         | Kielce      | Estadio Municipal de Kielce       | 15.700    |
| Lech Poznań           | Poznań      | Estadio Municipal de Poznań       | 42.837    |
| Lechia Gdańsk         | Gdańsk      | Arena Gdańsk                      | 41.620    |
| Legia de Varsovia     | Varsovia    | Estadio del Ejército Polaco       | 31.006    |
| Motor Lublin          | Lublin      | Arena Lublin                      | 15.247    |
| Piast Gliwice         | Gliwice     | Estadio Municipal de Gliwice      | 9.913     |
| Pogoń Szczecin        | Szczecin    | Estadio Municipal Florian Krygier | 21.163    |
| Radomiak Radom        | Radom       | Estadio Braci Czachorów           | 8.840     |
| Raków Częstochowa     | Częstochowa | Estadio Municipal de Częstochowa  | 5.500     |
| Stal Mielec           | Mielec      | Estadio MOSiR de Mielec           | 7.000     |
| Śląsk Wrocław         | Breslavia   | Estadio Municipal de Wrocław      | 42.771    |
| Widzew Łódź           | Łódź        | Estadio Widzew Łódź               | 18.018    |
| Zagłębie Lubin        | Lubin       | Dialog Arena                      | 16.068    |

### Personal y uniformes
| Club                  | Entrenador         | Capitán              | Firma deportiva | Patrocinador                   |
| --------------------- | ------------------ | -------------------- | --------------- | ------------------------------ |
| KS Cracovia           | Dawid Kroczek      | Otar Kakabadze       | Puma            | Comarch                        |
| GKS Katowice          | Rafał Górak        | Arkadiusz Jędrych    | Hummel          | Superbet                       |
| Górnik Zabrze         | Jan Urban          | Erik Janža           | Capelli Sport   | Superbet, Węglokoks            |
| Jagiellonia Białystok | Adrian Siemieniec  | Taras Romanczuk      | Kappa           | Enea SA, Kuchnia Vikinga       |
| Korona Kielce         | Jacek Zieliński    | Miłosz Trojak        | 4F              | EXBUD                          |
| Lech Poznań           | Niels Frederiksen  | Mikael Ishak         | Macron          | Superbet                       |
| Lechia Gdańsk         | Szymon Grabowski   | Luis Fernández       | Adidas          | Gdańsk                         |
| Legia Varsovia        | Gonçalo Feio       | Artur Jędrzejczyk    | Adidas          | Plus500                        |
| Motor Lublin          | Mateusz Stolarski  | Piotr Ceglarz        | Hummel          | Lublin, Spiżarnia              |
| Piast Gliwice         | Aleksandar Vuković | Jakub Czerwiński     | 4F              | Kuchnia Vikinga, Verocargo     |
| Pogoń Szczecin        | Robert Kolendowicz | Kamil Grosicki       | Capelli Sport   | Szczecin, zondacrypto          |
| Puszcza Niepołomice   | Tomasz Tułacz      | Jakub Serafin        | Nike            | Niepołomice                    |
| Radomiak Radom        | João Henriques     | Rafał Wolski         | Adidas          | Enea SA, Windoor               |
| Raków Częstochowa     | Marek Papszun      | Zoran Arsenić        | Adidas          | Hisense, zondacrypto           |
| Stal Mielec           | Ivan Đurđević      | Krystian Getinger    | 4F              | Enervigo, Stara Cegielnia, PZU |
| Śląsk Wrocław         | Ante Šimundža      | Petr Schwarz         | Nike            | LV BET, Kuchnia Wikinga        |
| Widzew Łódź           | Željko Sopić       | Bartłomiej Pawłowski | Macron          | Panattoni, TERMOton            |
| Zagłębie Lubin        | Leszek Ojrzyński   | Damian Dąbrowski     | Nike            | KGHM                           |

### Cambios de entrenadores
| Equipo         | Entrenador                       | Fecha de vacante         | Tipo de salida        | Posición en la tabla | Entrenador entrante              | Fecha de nombramiento    |
| -------------- | -------------------------------- | ------------------------ | --------------------- | -------------------- | -------------------------------- | ------------------------ |
| Korona Kielce  | Kamil Kuzera                     | 31 de julio de 2024      | Rescisión             | 18º                  | Jacek Zieliński                  | 7 de agosto de 2024      |
| Pogoń Szczecin | Jens Gustafsson                  | 15 de agosto de 2024     | Rescisión de contrato | 4.º                  | Robert Kolendowicz               | 15 de agosto de 2024     |
| Stal Mielec    | Kamil Kiereś                     | 30 de agosto de 2024     | Despedido             | 16.º                 | Janusz Niedźwiedź                | 2 de septiembre de 2024  |
| Zagłębie Lubin | Waldemar Fornalik                | 23 de septiembre de 2024 | Despedido             | 16.º                 | Marcin Włodarski                 | 25 de septiembre de 2024 |
| Śląsk Wrocław  | Jacek Magiera                    | 12 de noviembre de 2024  | Rescisión de contrato | 18.º                 | Michał Hetel y Marcin Dymkowski  | 12 de noviembre de 2024  |
| Lechia Gdańsk  | Szymon Grabowski                 | 23 de noviembre de 2024  | Rescisión de contrato | 17.º                 | Radosław Bella y Kevin Blackwell | 25 de noviembre de 2024  |
| Lechia Gdańsk  | Radosław Bella y Kevin Blackwell | 30 de noviembre de 2024  | Fin de contrato       | 17.º                 | John Carver                      | 30 de noviembre de 2024  |
| Śląsk Wrocław  | Michał Hetel y Marcin Dymkowski  | 24 de diciembre de 2024  | Fin de contrato       | 18.º                 | Ante Šimundža                    | 24 de diciembre de 2024  |
| Radomiak Radom | Bruno Baltazar                   | 29 de diciembre de 2024  | Firmó por el SM Caen  | 12.º                 | João Henriques                   | 8 de enero de 2025       |
| Widzew Łódź    | Daniel Myśliwiec                 | 24 de febrero de 2025    | Despedido             | 12.º                 | Patryk Czubak                    | 24 de febrero de 2025    |
| Zagłębie Lubin | Marcin Włodarski                 | 10 de marzo de 2025      | Despedido             | 15.º                 | Leszek Ojrzyński                 | 13 de marzo de 2025      |
| Widzew Łódź    | Patryk Czubak                    | 17 de marzo de 2025      | Fin de contrato       | 13.º                 | Željko Sopić                     | 17 de marzo de 2025      |
| Stal Mielec    | Janusz Niedźwiedź                | 30 de marzo de 2025      | Despedido             | 16.º                 | Ivan Đurđević                    | 1 de abril de 2025       |

## Clasificación
| Pos. | Equipo                  | Pts. | PJ | G  | E  | P  | GF | GC | Dif. | Clasificación o descenso                                   |
| ---- | ----------------------- | ---- | -- | -- | -- | -- | -- | -- | ---- | ---------------------------------------------------------- |
| 1    | Lech Poznań (C)         | 70   | 34 | 22 | 4  | 8  | 68 | 31 | +37  | Clasificación para la Liga de Campeones de la UEFA 2025-26 |
| 2    | Raków Częstochowa       | 69   | 34 | 20 | 9  | 5  | 52 | 23 | +29  | Clasificación para la Liga Conferencia de la UEFA 2025-26  |
| 3    | Jagiellonia Białystok   | 61   | 34 | 17 | 10 | 7  | 56 | 42 | +14  | Clasificación para la Liga Conferencia de la UEFA 2025-26  |
| 4    | Pogoń Szczecin          | 58   | 34 | 17 | 7  | 10 | 59 | 39 | +20  |                                                            |
| 5    | Legia Varsovia          | 54   | 34 | 15 | 9  | 10 | 60 | 45 | +15  | Clasificación para la Liga Europa de la UEFA 2025-26       |
| 6    | KS Cracovia             | 51   | 34 | 14 | 9  | 11 | 58 | 53 | +5   |                                                            |
| 7    | Motor Lublin            | 49   | 34 | 14 | 7  | 13 | 48 | 59 | −11  |                                                            |
| 8    | GKS Katowice            | 49   | 34 | 14 | 7  | 13 | 49 | 47 | +2   |                                                            |
| 9    | Górnik Zabrze           | 47   | 34 | 13 | 8  | 13 | 43 | 39 | +4   |                                                            |
| 10   | Piast Gliwice           | 45   | 34 | 11 | 12 | 11 | 37 | 36 | +1   |                                                            |
| 11   | Korona Kielce           | 45   | 34 | 11 | 12 | 11 | 37 | 45 | −8   |                                                            |
| 12   | Radomiak Radom          | 41   | 34 | 11 | 8  | 15 | 48 | 52 | −4   |                                                            |
| 13   | Widzew Łódź             | 40   | 34 | 11 | 7  | 16 | 38 | 49 | −11  |                                                            |
| 14   | Lechia Gdańsk           | 37   | 34 | 10 | 7  | 17 | 44 | 59 | −15  |                                                            |
| 15   | Zagłębie Lubin          | 36   | 34 | 10 | 6  | 18 | 31 | 49 | −18  |                                                            |
| 16   | Stal Mielec (D)         | 31   | 34 | 7  | 10 | 17 | 39 | 57 | −18  | Descenso a la I Liga                                       |
| 17   | Śląsk Wrocław (D)       | 30   | 34 | 6  | 12 | 16 | 38 | 53 | −15  | Descenso a la I Liga                                       |
| 18   | Puszcza Niepołomice (D) | 28   | 34 | 6  | 10 | 18 | 37 | 62 | −25  | Descenso a la I Liga                                       |

 Fuente: ekstraklasa.org 90minut.pl
Criterios de clasificación: 1) Puntos; 2) puntos entre sí; 3) diferencia de goles; 4) Goles marcados.

## Resultados
| Local \ Visitante     | CRA | GKS | GÓR | JAG | KOR | LPO | LGD | LEG | MOT | PIA | POG | PUN | RAD | RCZ | STM | ŚLĄ | WID | ZAG |
| --------------------- | --- | --- | --- | --- | --- | --- | --- | --- | --- | --- | --- | --- | --- | --- | --- | --- | --- | --- |
| KS Cracovia           | —   | 3–4 | 3–2 | 2–2 | 1–1 | 0–2 | 0–2 | 3–1 | 6–2 | 1–1 | 2–1 | 3–1 | 1–2 | 0–0 | 1–1 | 2–4 | 1–3 | 1–1 |
| GKS Katowice          | 2–1 | —   | 2–1 | 3–1 | 1–2 | 2–2 | 2–0 | 1–3 | 0–0 | 0–0 | 3–1 | 3–1 | 1–2 | 0–1 | 1–0 | 0–0 | 2–2 | 1–0 |
| Górnik Zabrze         | 0–1 | 3–0 | —   | 0–2 | 1–1 | 2–1 | 2–3 | 1–2 | 4–0 | 1–0 | 1–0 | 1–1 | 3–2 | 0–0 | 3–1 | 2–0 | 0–0 | 0–1 |
| Jagiellonia Białystok | 2–4 | 1–0 | 1–1 | —   | 3–1 | 2–1 | 3–2 | 1–1 | 3–0 | 1–1 | 1–1 | 2–0 | 5–0 | 2–2 | 2–0 | 2–2 | 1–0 | 1–3 |
| Korona Kielce         | 0–2 | 2–1 | 2–4 | 3–1 | —   | 2–3 | 0–0 | 0–1 | 1–0 | 0–2 | 0–0 | 2–1 | 1–3 | 1–1 | 2–1 | 2–0 | 2–1 | 2–0 |
| Lech Poznań           | 2–1 | 2–0 | 2–0 | 5–0 | 2–0 | —   | 3–1 | 5–2 | 1–2 | 1–0 | 2–0 | 8–1 | 2–1 | 0–1 | 3–1 | 1–0 | 4–1 | 3–1 |
| Lechia Gdańsk         | 1–2 | 2–3 | 1–2 | 1–0 | 3–2 | 1–0 | —   | 0–2 | 0–2 | 3–1 | 0–3 | 0–2 | 1–0 | 1–2 | 3–2 | 1–0 | 1–1 | 1–1 |
| Legia Varsovia        | 3–2 | 4–1 | 1–1 | 0–1 | 1–1 | 0–1 | 2–1 | —   | 5–2 | 1–2 | 0–0 | 2–0 | 4–1 | 0–1 | 2–2 | 3–1 | 2–1 | 2–0 |
| Motor Lublin          | 0–1 | 3–2 | 1–0 | 0–2 | 1–1 | 1–2 | 1–1 | 3–3 | —   | 1–4 | 4–2 | 0–0 | 1–0 | 0–2 | 4–1 | 2–1 | 3–4 | 1–0 |
| Piast Gliwice         | 0–0 | 2–2 | 2–0 | 0–1 | 1–1 | 0–0 | 3–3 | 1–0 | 2–3 | —   | 2–1 | 1–1 | 0–0 | 0–3 | 2–2 | 2–0 | 0–2 | 1–0 |
| Pogoń Szczecin        | 5–2 | 4–0 | 3–0 | 1–1 | 3–0 | 0–3 | 3–3 | 1–0 | 3–0 | 1–0 | —   | 2–1 | 0–1 | 1–0 | 1–0 | 5–3 | 2–0 | 1–0 |
| Puszcza Niepołomice   | 1–2 | 0–6 | 2–2 | 1–1 | 0–0 | 2–0 | 4–1 | 2–2 | 0–1 | 2–1 | 4–5 | —   | 2–2 | 1–1 | 2–3 | 1–1 | 2–0 | 1–2 |
| Radomiak Radom        | 2–1 | 1–1 | 1–2 | 2–3 | 4–0 | 2–2 | 2–1 | 3–1 | 2–3 | 2–2 | 2–0 | 2–0 | —   | 0–2 | 1–2 | 1–1 | 1–1 | 0–1 |
| Raków Częstochowa     | 0–1 | 1–2 | 1–0 | 1–2 | 1–1 | 0–0 | 3–1 | 3–2 | 2–2 | 0–1 | 1–0 | 2–0 | 2–1 | —   | 1–0 | 3–0 | 2–1 | 5–1 |
| Stal Mielec           | 1–1 | 0–1 | 0–0 | 2–1 | 0–1 | 0–2 | 2–1 | 2–2 | 1–0 | 2–0 | 1–2 | 2–0 | 2–2 | 0–2 | —   | 1–4 | 1–1 | 2–2 |
| Śląsk Wrocław         | 2–4 | 0–2 | 0–1 | 1–1 | 1–1 | 3–1 | 1–1 | 1–1 | 1–1 | 1–3 | 1–1 | 0–1 | 1–2 | 0–0 | 2–1 | —   | 3–0 | 3–1 |
| Widzew Łódź           | 1–1 | 1–0 | 0–2 | 0–1 | 0–1 | 2–1 | 2–0 | 0–2 | 1–2 | 1–0 | 0–4 | 2–0 | 3–2 | 2–3 | 2–1 | 0–0 | —   | 2–0 |
| Zagłębie Lubin        | 1–2 | 1–0 | 2–1 | 1–3 | 1–1 | 0–1 | 1–2 | 0–3 | 1–2 | 0–1 | 2–2 | 1–0 | 1–0 | 0–2 | 2–2 | 3–0 | 2–1 | —   |

## Estadísticas de jugadores

### Máximos goleadores
- Actualizado el 24 de mayo de 2025.

| Pos. | Jugador              | Club                             | Goles |
| ---- | -------------------- | -------------------------------- | ----- |
| 1    | Efthymis Koulouris   | Pogoń Szczecin                   | 28    |
| 2    | Mikael Ishak         | Lech Poznań                      | 21    |
| 3    | Benjamin Källman     | Cracovia                         | 18    |
| 4    | Jesús Imaz           | Jagiellonia Białystok            | 16    |
| 4    | Samuel Mráz          | Motor Lublin                     | 16    |
| 6    | Jonatan Braut Brunes | Raków Częstochowa                | 14    |
| 7    | Afonso Sousa         | Lech Poznań                      | 13    |
| 8    | Leonardo Rocha       | Radomiak Radom Raków Częstochowa | 12    |
| 9    | Piotr Wlazło         | Stal Mielec                      | 10    |
| 9    | Afimico Pululu       | Jagiellonia Białystok            | 10    |
| 9    | Adrián Dalmau        | Korona Kielce                    | 10    |

### Máximos asistentes
- Actualizado el 24 de mayo de 2025.

| Pos. | Jugador           | Club                  | Asistencias |
| ---- | ----------------- | --------------------- | ----------- |
| 1    | Kamil Grosicki    | Pogoń Szczecin        | 10          |
| 2    | Erik Janža        | Górnik Zabrze         | 8           |
| 2    | Camilo Mena       | Lechia Gdańsk         | 8           |
| 2    | Kristoffer Hansen | Jagiellonia Białystok | 8           |
| 5    | Joel Pereira      | Lech Poznań           | 7           |
| 5    | Benjamin Källman  | KS Cracovia           | 7           |
| 5    | Ajdin Hasić       | KS Cracovia           | 7           |
| 5    | Ivi López         | Raków Częstochowa     | 7           |
| 5    | Jan Grzesik       | Radomiak Radom        | 7           |
| 5    | Bartosz Wolski    | Motor Lublin          | 7           |
| 5    | Bartosz Nowak     | GKS Katowice          | 7           |
| 5    | Rafał Wolski      | Radomiak Radom        | 7           |